# John C. Slater
John Clarke Slater (* 22. Dezember 1900 in Oak Park, Illinois; † 25. Juli 1976 auf Sanibel Island, Florida) war ein amerikanischer theoretischer Physiker und Chemiker. Er war in den 1920er Jahren einer der Pioniere der Quantenmechanik in den USA.

## Leben
Slater studierte ab 1917 Physik an der University of Rochester, an der sein Vater die Anglistik-Fakultät leitete. Danach wechselte er an die Harvard University, an der er Quantentheorie bei E. C. Kemble hörte und 1923 bei Percy W. Bridgman promovierte (The compressibility of the Alkali Halogenides). Als Post-Doktorand war er danach an der Universität Cambridge und in Kopenhagen (bei Niels Bohr). In Kopenhagen entstand auch die gemeinsame Arbeit mit Bohr und Hendrik Anthony Kramers, die ihn damals bekannt machte; die Autoren erwogen darin, den Energieerhaltungssatz in der Quantentheorie aufzugeben (BKS-Theorie). Er besuchte auch Leipzig und Zürich und kehrte dann 1925 nach Harvard zurück. Er war von 1930 bis 1966 Professor für Physik am Massachusetts Institute of Technology (MIT). In den 1950er Jahren gründete er dort die Solid State and Molecular Theory Group (SSMTG) und wandte elektronische Computer in den Vielteilchenrechnungen der Gruppe an. 1965 wechselte er an die University of Florida, wo er am Physikalischen Institut als Forschungsprofessor im Quantum Theory Project arbeitete.
Er leistete grundlegende Beiträge zur Quantenmechanik, speziell der Struktur von Mehrelektronensystemen, wo die Slater-Determinante nach ihm benannt ist, eine Wellenfunktion in Form einer Determinante, in der die Antisymmetrisierungsregel für Mehrelektronensysteme (s. Pauli-Prinzip) automatisch erfüllt ist und die häufig zum Ausgangspunkt für Berechnungen der Eigenschaften von Atomen, Molekülen und Festkörpern gewählt wird (z. B. Hartree-Fock-Methode). Er befasste sich neben theoretischer Atom- und Molekülphysik mit der Anwendung der Quantenmechanik in der Festkörperphysik.
1927 wurde Slater in die American Academy of Arts and Sciences und 1928 zum Fellow der American Physical Society gewählt. 1932 wurde er Mitglied der National Academy of Sciences und 1940 der American Philosophical Society. Im Zweiten Weltkrieg wandte er sich der Radarforschung zu.
Zu seinen Doktoranden gehörten William Shockley und Nathan Rosen. Zu seiner SSMTG-Gruppe gehörte auch Fernando J. Corbató.
Er war seit 1954 mit der Physikerin Rose Mooney-Slater verheiratet, mit der er auf dem Evergreen Cemetery in Gainesville begraben ist.

## Schriften
- Modern Physics, McGraw Hill 1955
- mit N. H. Frank: Electromagnetism, McGraw Hill 1955, Dover 1969
- Introduction to Chemical Physics, McGraw Hill 1939, Reprint bei Dover
- mit N. H. Frank: Introduction to Theoretical Physics, McGraw Hill 1933
- mit N. H. Frank: Mechanics, McGraw Hill 1947
- Microwave Transmission, McGraw Hill 1942, Reprint bei Dover
- Quantum theory of atomic structure, McGraw Hill 1960
- Quantum theory of Matter, 2. Auflage, McGraw Hill 1968
- Quantum Theory of Molecules and Solids, 4 Bände, McGraw Hill 1963–1974
- Solid-State and Molecular Theory: A Scientific Biography, Wiley 1975
- The theory of complex spectra, Physical Review, Band 34, 1929, S. 1293–1323
- The electronic structure of metals, Rev. Mod. Phys., Band 6. 1934, S. 209–280
- A simplification of the Hartree-Fock method, Physical Review, Band 81, 1951, 385–390